# Бойова організація анархо-комуністів
Бойова організація анархо-комуністів (Боевая организация анархо-коммунистов БОАК) — східноєвропейська анархістська організація, що має на меті соціальну революцію і побудову лібертарного суспільства в регіоні. Як основні методи боротьби БОАК розглядає «пряму дію», саботаж і «партизанську війну». Організація бере активну участь в антивоєнному партизанському русі в Росії.

## Історія
Дату створення Бойової організації анархо-комуністів не оприлюднено. Афілійований з організацією сайт «Боєць Анархіст» та однойменний телеграм-канал з'явилися у 2018 році. В інтерв'ю учасники БОАК заявили, що угруповання з'явилося задовго до публічного оголошення про себе . Однак про існування «Бойової організації анархо-комуністів» група оголосила у квітні-травні 2022.

### Діяльність після початку повномасштабного вторгнення Росії до України
Учасники організації діють переважно у Росії та країнах колишнього СРСР, кажуть анархісти, не уточнюючи, де саме.
З початком військового вторгнення Росії в Україну 24 лютого 2022 року група активізувала роботу своїх інформаційних ресурсів, розміщуючи антивоєнні заклики, рекомендації до саботажу та новини про партизанські дії в Росії та Білорусі. У квітні вона вперше взяла на себе відповідальність за акцію саботажу: підпал вежі мобільного зв'язку в селі Біломісне Білгородської області, яку здійснила група БОАК-Слобожанщина. Мотивом підпалу названо прагнення пошкодити системі зв'язку російських окупаційних військ.
23 травня Бойова організація анархо-комуністів заявила, що її члени розібрали залізничне полотно гілки, що веде до військової частини 14258 (секретний навчально-тактичний центр 12-го головного управління Міноборони) поблизу Сергієва Посада Московської області.
28 червня осередок БОАК-Володимир опублікував комюніке та фото нової акції на залізниці. На цей раз були розібрані шляхи, що ведуть до військової частини 55443 ВД Барсово (51-й арсенал Головного управління Міністерства оборони РФ) під Киржачем, Володимирська область. «Кожен зупинений поїзд — це мінус снаряди та ракети, які могли б прилетіти до мирних українських міст!», — заявили учасники БОАК у своєму тексті за підсумками акції. Також члени організації закликали західну ліву та анархічну спільноту приєднатися до активних дій проти російської та білоруської держав.
Ефективність своєї діяльності анархісти оцінити не змогли. «З одного боку, війну ми поки що не зупинили, та й анархо-комунізм ще не побудований, — міркують вони в розмові з Бі-бі-сі. — З іншого, наступ Росії так чи інакше зупинено, і сміємо сподіватися, що дещиця наша заслуги у цьому є». Усі свої акції БОАК ретельно планує. Спочатку вони обирають, «що ефективніше атакувати». «Про що більше говоритимуть і що викличе більше підтримки у людей. А отже — і мотивує інших людей займатися тим самим», — пишуть вони. Анархісти кажуть, що вважають за краще не влаштовувати акції поодинці, а діяти командою як мінімум із чотирьох осіб: «один оператор, один дозорець, один акціоніст». «Але в ідеалі ставити кілька дозорців, щоб перекрити можливі напрямки підходу противника. Та й акціоністів краще кілька, щоб підвищити ефективність дійства». У БОАК запевняють, що при плануванні акцій вони намагаються заздалегідь передбачити всі ризики, «щоб не постраждав ніхто не причетний і не відповідальний за злочини проти народу»: «Якщо бачимо, що така велика ймовірність — змінюємо плани».
«Головний захід нашої безпеки — це фільтрація інформації про себе. Постійний самоконтроль, що ти повідомляєш і кому», — розповідають у листуванні БОАК. Основне правило, якого дотримуються анархісти, — не використовувати для підпільної діяльності особисті засоби зв'язку. «Робочі» телефони вони ніколи не включають вдома або поряд, «тільки в різних сотах та із затримкою», — додають анархісти. Говорять, що на особистих комп'ютерах не зберігають нічого, пов'язаного з діяльністю БОАК. Під час розвідки та акцій анархісти використовують змінний одноразовий одяг та приховують обличчя. Для кожної такої вилазки вони вигадують алібі — на випадок, якщо їх знайдуть камерами спостереження, а також для родичів та колег. «Партизан не повинен привертати жодної уваги. На вигляд він має вести абсолютно звичайне життя „простої людини“», — вважають в організації. Як за весь час існування БОАК загалом, так і після вторгнення Росії в Україну зокрема, жодного з учасників організації не затримали, стверджують у листуванні з Бі-бі-сі анархісти.
БОАК, як і раніше, не розкривають свої імена. На початку січня британський медіа проект Popular f ront випустив 20-хвилинний фільм, де на камеру взяв інтерв'ю у двох молодих людей — хлопця та дівчини, які представилися учасниками БОАК та розповіли про діяльність організації. Вони говорили із закритими обличчями та зміненими голосами, а зйомки, стверджується у фільмі, проходили у Східній Європі.
19 квітня 2023 року під Бахмутом загинув один із засновників організації Дмитро Петров, який воював на боці України.
Ще коли не було війни та анархістам дозволялося щось робити, «легальні» відомі анархісти завжди були принципово відокремлені і не могли бути пов'язані з підпіллям зі зрозумілих причин — всі вони досить відомі і перебувають під пильною увагою ФСБ та Центру боротьби з екстремізмом (Центру «Е»). Тому якщо і є люди, які беруть на себе відповідальність за такі акції, то вони, зрозуміло, діють окремо, анонімно і не світяться на якихось демонстраціях і зборах".